# Jean-Yves D'Angelo
 (mai 2023).
 (octobre 2024).
Pour les articles homonymes, voir D'Angelo.
Jean-Yves D’Angelo, né le 26 juin 1959 à Alger, est un pianiste et compositeur français. Il est principalement auteur de musiques de films.

## Biographie
Puis, il entre à l’École Normale de musique de Paris en classes de piano et direction d'orchestre, ainsi qu'au Conservatoire National Supérieur de musique de Paris en classes de solfège spécialisé et d'harmonie.
Dès l’âge de 18 ans, il accompagne en studio et sur scène les plus grands chanteurs français: Michel Jonasz, Eddy Mitchell, Jean-Jacques Goldman, C. Jérôme, Philippe Chatel, Patrick Bruel, Julien Clerc, Florent Pagny, Liane Foly, Charles Aznavour, Maxime Le Forestier, Johnny Hallyday, Alain Chamfort, Bill Deraime, Michel Delpech, France Gall, Julie Zenatti, Natasha St-Pier, Les Enfoirés, Sol En Si, Les Dix Commandements, etc.
De 1985 à 1988, Jean-Yves D’Angelo fait partie du groupe "Préface" avec notamment Manu Katché à la batterie et Kamil Rustam à la guitare. Ils sont à cette époque les 3 musiciens de studio les plus prisés.
Puis il mène une carrière solo, et enregistre sous son nom plusieurs albums dont 2 sont primés aux "Victoires de la musique".
Dès la fin des années 1980 il se consacre à la composition et à l'orchestration de musiques de films, ainsi qu'à la direction musicale de spectacles et de shows pour la télévision.
Depuis novembre 2012, il accompagne régulièrement Michel Jonasz en tournée piano-voix, seul sur scène avec lui,.

## Discographie
- 1994 : Jonasz en noires et blanches
- 1995 : Tee Blues
- 1999 : Blues Time
- 2006 : Piano Voix

## Les Enfoirés
Aux piano et claviers dans l'orchestre dirigé par Guy Delacroix :
- 1994 : Les Enfoirés au Grand Rex
- 1995 : Les Enfoirés à l’Opéra comique
- 1998 : Enfoirés en Cœur
- 1999 : Dernière Édition avant l'An 2000
- 2000 : Enfoirés en 2000
- 2001 : L'Odyssée des Enfoirés

## Direction musicale d'émissions de télévision
- 1997 : Sol En Si
- 1998 : Si on s'aimait, La Fête de l'amour (TF1)
- 1999 : Starmania, 20 ans déjà (TF1)
- 1999 : Sacrée Robin (TF1)
- 1999 : Nuit magique (France 2)
- 1999 : Sol En Si, Chacun peut y mettre du sien
- 2000 : Nuit magique aux grands enfants (France 2)
- 2001 : La Nuit Gainsbourg (France 2)
- 2001 : Il était une voix... Isabelle Boulay (France 2)
- 2003 : La Légende des voix (France 2)
- 2003 : Jacques Brel : Le droit de rêver (France 2)
- 2006 : Fête de la chanson française (France 2)
- 2006 : Eurovision 2006 : et si c'était vous ? (France 3)

## Filmographie

### Musiques de longs métrages
- 1988 : Preuve d'amour de Miguel Courtois
- 1989 : Black Mic-Mac 2 de Marco Pauly
- 1994 : Arrêt d'urgence de Denys Granier-Deferre
- 1997 : Rewind de Sergio Gobbi
- 1998 : Les Grands Enfants de Denys Granier-Deferre
- 1998 : Fait d'hiver  de Robert Enrico
- 2004 : San-Antonio de Frédéric Auburtin
- 2006 : Camping de Fabien Onteniente
- 2008 : Envoyés très spéciaux de Frédéric Auburtin
- 2009 : Trésor de Claude Berri et François Dupeyron
- 2010 : Camping 2 de Fabien Onteniente
- 2012 : Turf de Fabien Onteniente
- 2013 : Le Bonheur de Fabrice Grange
- 2016 : Camping 3 de  Fabien Onteniente
- 2019 : All inclusive de Fabien Onteniente, en collaboration avec Benjamin Biolay
- 2024 : Quatre Zéros de  Fabien Onteniente

### Musiques de téléfilms et séries
- 1994 : Arrêt d'urgence de Denys Granier-Deferre
- 1997 : Chassés croisés de Denys Granier-Deferre
- 1998 : Le Serment de Baldi de Claude D’Anna
- 1999 : Baldipata radio trottoir de Claude D’Anna
- 2000 : Judicaël de Claude D’Anna
- 2001 : Les P'tits Gars Ladouceur de Luc Béraud
- 2003 : L'Homme de mon choix de Gérard Cuq
- 2005 : Fabien Cosma, épisode Sans raison apparente de Bruno Garcia
- 2006 : Fabien Cosma, épisode Traitement de cheval de Jean-Claude Sussfeld
- 2007 : Fabien Cosma, épisode La Fissure  de Jean-Claude Sussfeld
- 2008 : La Vie à une de Frédéric Auburtin
- 2008 : Château en Suède de Josée Dayan
- 2009 : La Vie à une de Frédéric Auburtin
- 2014 : La Dernière Échappée de Fabien Onteniente
- 2021 : 100 % bio de Fabien Onteniente
- 2022 : Les Enfants des justes de Fabien Onteniente

### Musiques de films documentaires
- 1998 : L'énigme de l'oiseau blanc
- 2001 : Histoires de bébés
- 2004 : Le monde du Silence revisité de Francine Cousteau (Cousteau Society)
- 2005 : Des racines et des ailes - "Toscane secrète" de François Guillaume
- 2005 : Des racines et des ailes - "Passion Patrimoine" de François Guillaume
- 2007 : Des racines et des ailes - "Gardiens des trésors du monde" de François Guillaume
- 2008 : Des racines et des ailes - "Les trésors du Val de Loire" de François Guillaume
- 2009 : Des racines et des ailes - "Gardiens des trésors de Corse" de François Guillaume

## Distinctions
- 1985 : Réalisation et arrangements pour Uni vers l'uni de Michel Jonasz (Victoires de la musique)
- 1995 : Album de variété instrumentale pour Jonasz en noires et blanches (Victoires de la musique)
- 1996 : Révélation jazz pour Tee Blues (Victoires du jazz)
- 1997 : Spectacle de l’année pour Sol En Si (Victoires de la musique)
- 2001 : France 2 - Spéciale Gainsbourg (7 d'or)